# Тапутапуатеа
16°48′57″ пд. ш. 151°24′26″ зх. д. / 16.815833333333° пд. ш. 151.40722222222° зх. д.
Тапутапуатеа (таїт. Taputapuatea, фр. Taputapuatea) — комуна, розташована на острові Раїатеа на Підвітряних островах на архіпелазі Товариства в Заморському співтоваристві Франції Французької Полінезії.

## Історія

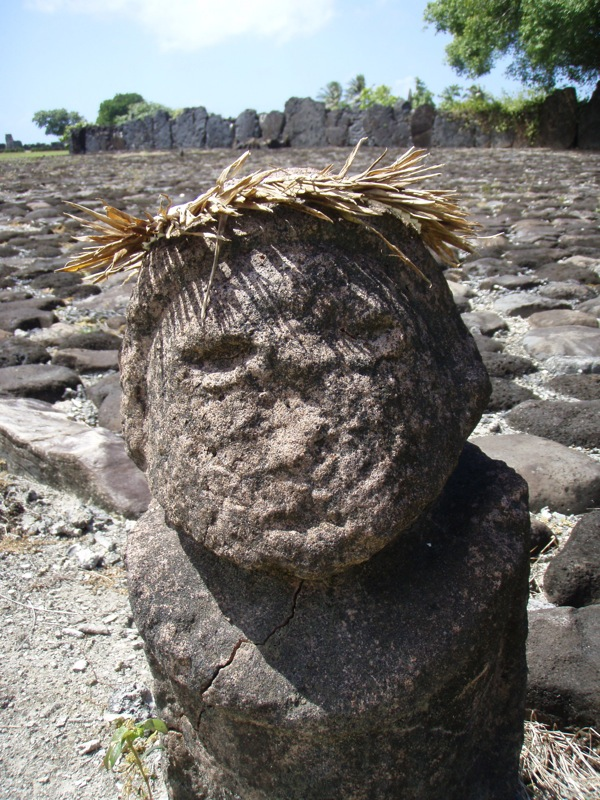
Фігура людини в Марае Тапутапуатеа

У давнину територія мису Матахіра-і-те-раї (сучасне село Опоа) називалася «Те По», що в перекладі означає «де живуть боги» і вважалася священною. Для поклоніння богу Таароа полінезійці спорудили там близько 1000 року найбільший у всій Полінезії марае, присвячений богу Оро. Марае в селі Опоа вважається релігійним центром східної Полінезії. 22 лютого 2016 року під час офіційного візиту до Французької Полінезії президент Франції Франсуа Олланд побував у Тапутапуатеа, щоб відвідати всесвітньо відоме марае. 9 липня 2017 року Марае було внесено до Списку світової спадщини ЮНЕСКО.

## Опис
Комуна Тапутапуатеа включає муніципалітети Авера, Опоа і Пуохін. Адміністративним центром комуни є селище Авера. Населення комуни становить 4792 особи (2017 рік). Гора Тапутапуатеас є найвищою точкою муніципалітету, її висота сягає 1017 метрів. Основний напрям економічної діяльності — сільське господарство.